# Carl Wilhelm Siemens

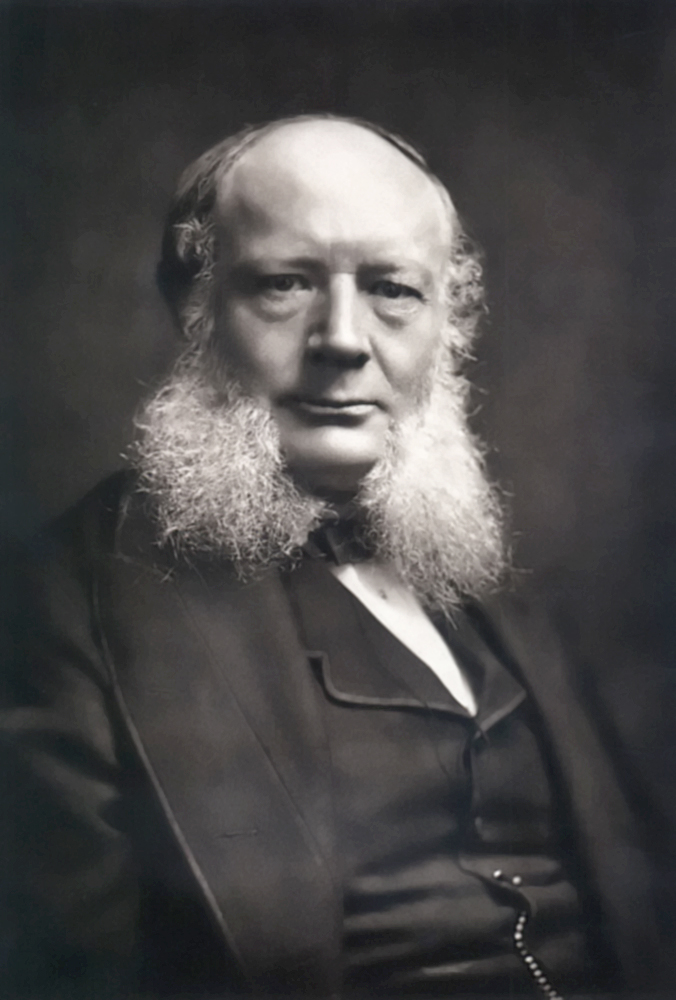
Wilhelm Siemens

Carl Wilhelm Siemens, Sir William, född 4 april 1823 i Lenthe, död 19 november 1883 i London, var en tysk industriman.

## Biografi
Carl Wilhelm Siemens var ansvarig för flera av milstolparna i Siemens tidiga historia och blev en centralgestalt inom den brittiska vetenskapen och näringslivet. Han var bror till Werner von Siemens och Friedrich Siemens.
Siemens begav sig i sin ungdom till England för att patentera sin bror Werners differentialregulator, slog sig ned i London som civilingenjör och övertog 1858 ledningen av Siemens & Halskes filial där. Han fick stort erkännande i vetenskapliga och tekniska kretsar och invaldes 1862 i Royal Society.
Sedan Siemens fått kunskap om den mekaniska värmeteorin, som utvecklats i arbeten av Nicolas Léonard Sadi Carnot och Émile Clapeyron, försökte han på olika industriella områden genomföra regenerativprincipen och vann framgång i synnerhet genom sina regenerativa ugnar. År 1867 anlade han ett stålgjuteri i Birmingham och 1869 Landore Siemens Steel Works.
Siemens konstruerade i övrigt bland annat en regenerativkondensator, en vattenmätare, en pyrometer, en batometer och en hydraulisk broms. Bland hans skrifter märks särskilt On the Conversion of Heat into Mechanical Effect (1852) och On the Increase of Electrical Resistance in Conductors with Rise of Temperature and its Application to the Measure of Ordinary and Furnace Temperatures (1871). Han blev naturaliserad brittisk undersåte 1859, adlades 1883 och tog då namnet William och blev Sir William. Han invaldes 1880 som utländsk ledamot av Kungliga Vetenskapsakademien. Hans Scientific Works utgavs i tre band 1889 ff.